# Vilchovatj

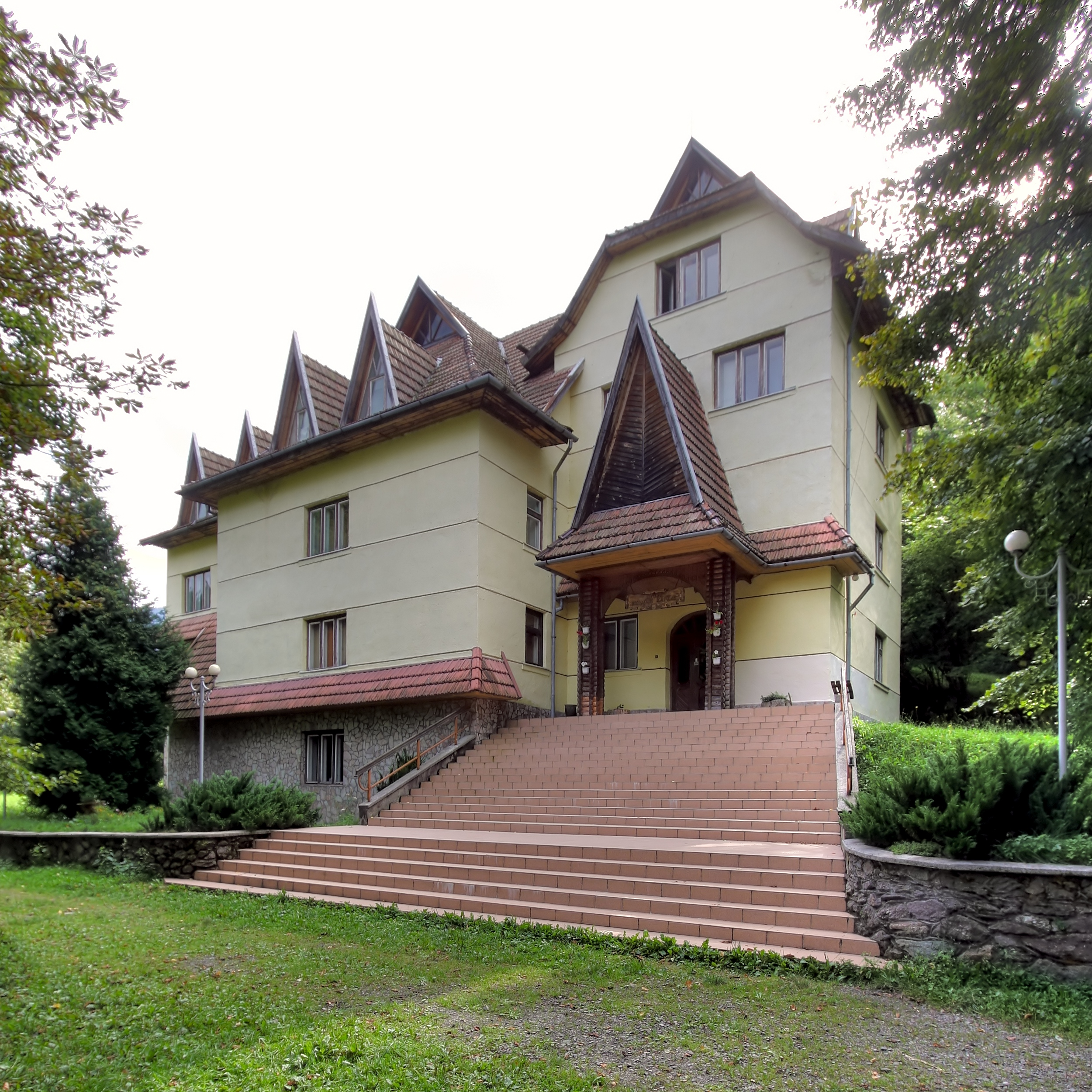
Museum van bergecologie Karpaten

Vilchovatj (Oekraïens:  Вільховиця Vilchovatj, Hongaars: Kiscserjés) is een dorp in de gemeente Rachiv, in het gelijknamige rajon in het Oblast Transkarpatië. Het dorp is gelegen op een paar kilometer ten zuiden van de stad Rachiv. De plaats heeft 1365 inwoners.
Het dorp ligt in de vallei van de rivier de Tisza.
In het dorp werd in 1910 een houten kerk gebouwd die werd overgebracht van het nabijgelegen dorp Bistica. Het gebouw stamt origineel uit de 17e eeuw.